# Rongères
Rongères é uma comuna francesa na região administrativa de Auvérnia-Ródano-Alpes, no departamento Allier. Estende-se por uma área de 8,91 km². Em 2010 a comuna tinha 566 habitantes (densidade: 63,5 hab./km²).